# Че (филм)
Вижте пояснителната страница за други значения на Че.
„Че“ (на испански: Che) е филм в две части, посветен на аржентинския революционер Ернесто Че Гевара. Режисьор е Стивън Содърбърг, а в главната роля участва Бенисио дел Торо.
 Внимание:  Текстът по-долу разкрива сюжета на произведението (или части от него)!
Първата част със заглавие Аржентинецът (El argentino) е посветена на кубинската революция, от пристигането на Фидел Кастро с Гранма до свалянето от власт на Фулхенсио Батиста, две години по-късно. Втората част се нарича Партизанска борба (Guerrilla) и разказва за опитите на Че да повтори революцията в Боливия, което завършва с неговата смърт.
Филмът е заснет в стил cinéma vérité, но всяка част е с различен подход към разказа и камерата. Филмът е биографичен и се придържа към историческите факти, без да ги украсява или интерпретира. За автентичност филмът е заснет почти изцяло на испански език. Това обаче прави трудно финансирането му в Холивуд и се прибягва до чуждестранно финансиране. Сниман е в Мексико, Пуерто Рико и Испания.
Премиерата на филма е на фестивала в Кан през 2008 година, където е посрещнат със смесени чувства. Въпреки това Бенисио дел Торо получава наградата за най-добър актьор за превъплъщаването си в ролята на Че.